# Patriotes pour l'Europe
Patriotes pour l'Europe (en anglais : Patriots for Europe, PfE ou P4E) est un groupe politique de droite nationaliste et d'extrême droite souverainiste du Parlement européen. Il est fondé à la suite des élections européennes de juin 2024 à l'initiative de Viktor Orbán et présidé par Jordan Bardella. Il fait suite au groupe Identité et démocratie fondé en juin 2019, dans le sillage du groupe Europe des nations et des libertés (ENL) fondé en 2015.
Les positions de certains des membres du groupe et son orientation favorable à la Russie de Vladimir Poutine provoquent des controverses lors de sa création[réf. souhaitée].
Il compte 85 membres, dont 29 issus du RN, constituant ainsi sa plus forte délégation. Il devient la troisième force politique au Parlement européen après les élections européennes de 2024.

## Historique

### Europe des nations et des libertés

Logo de 2015 à 2019.

Après les élections européennes de 2014, les membres de l'Alliance européenne pour la liberté, autour de Marine Le Pen (FN), Geert Wilders (PVV) et Matteo Salvini (Ligue du Nord) essaient de former un groupe politique d'extrême droite au Parlement européen. Un groupe similaire avait existé de janvier à novembre 2007 (Identité, tradition, souveraineté, ITS). Cependant, ils ne réussissent pas à former un groupe rassemblant au moins 25 députés venant de 7 États-membres différents, refusant de s'allier avec les Grecs d'Aube dorée, les Hongrois du Jobbik, le NPD allemand ou les Polonais du KNP, jugés infréquentables,. Ils siègent donc au début de la législature parmi les non-inscrits. Dans le même temps, le UKIP de Nigel Farage refuse toute alliance avec le FN, qu'il qualifie d'antisémite, et réussit à former un autre groupe eurosceptique, l'Europe de la liberté et de la démocratie directe (ELDD). En octobre 2014, l'AEL fait place au Mouvement pour l'Europe des nations et des libertés (MENL), nouveau parti politique européen, mais sans le PVV qui préfère ne recevoir aucun financement de l'Union européenne,.
La création du groupe « Europe des nations et des libertés » est annoncée le 16 juin 2015 par Marine Le Pen et Geert Wilders. Le groupe rassemble les députés européens de plusieurs partis membres du MENL (le Front national, le FPÖ, la Ligue du Nord et le Vlaams Belang), auxquels se sont joints les députés du PVV néerlandais (trois au moment de la création du groupe), les deux membres du KNP polonais et une élue exclue du UKIP, Janice Atkinson.
Outre la disponibilité d'une exclue du UKIP, la création du groupe a été rendue possible par la mise à l'écart courant 2015 de deux figures historiques de l'extrême droite : celle de Jean-Marie Le Pen au Front national et celle de Janusz Korwin-Mikke du KNP, qui permet à Marine Le Pen et Geert Wilders de s'allier avec deux autres députés de ce parti, ce qu'ils rejetaient auparavant,. Au sein de la délégation FN, Bruno Gollnisch choisit de ne pas rejoindre le groupe par solidarité avec Jean-Marie Le Pen. Aymeric Chauprade intègre le groupe le 24 juin 2015.
Le 15 juillet 2015, le député roumain Laurențiu Rebega, élu du Parti conservateur, classé au centre droit de l'échiquier politique roumain, quitte le groupe socialiste S&D pour rejoindre le groupe ENL. En outre, le PVV détient un siège vacant dû à la mort d'un de ses quatre députés, Hans Jansen, qui est remplacé par Auke Zijlstra le 1er septembre 2015 ; ce dernier rejoint le groupe ENL le 7 septembre 2015. À partir du 1er mai 2016, le député européen de l'Alternative pour l'Allemagne (AfD) Marcus Pretzell fait partie du groupe ENL. À la fin de l’année 2017, les députés ayant quitté le FN avec Florian Philippot pour rejoindre Les Patriotes intègrent le groupe ELDD,. Par ailleurs, Laurențiu Rebega quitte le groupe en mars 2018 pour rejoindre les rangs des non-inscrits. Des tensions apparaissent dans le groupe en 2018 au sujet du Rassemblement national et des scandales financiers dont celui-ci fait l'objet. Le coprésident du groupe, le Néerlandais Marcel de Graaff, se déclare « offusqué » des pratiques d’« enrichissement de la part de la délégation française ».
Lors des élections européennes de 2019, Matteo Salvini et Marine Le Pen travaillent à l’élargissement du groupe à d’autres partis européens. Une alliance avec le Fidesz du Premier ministre hongrois de Viktor Orbán, le parti Droit et justice au pouvoir en Pologne ou encore le Parti du Brexit au Royaume-Uni est notamment envisagée,, mais cet élargissement échoue. À la suite d’une Alliance des peuples et des nations plus réduite, les membres du groupe ENL et ses nouveaux alliés se réunissent le 12 juin 2019 et décident de renommer le groupe « Identité et démocratie ». Présidé par Marco Zanni, le groupe devrait compter au moins 73 membres issus de neuf pays, contre 36 élus à la fin de la législature précédente.

### Identité et démocratie

Logo de 2019 à 2024.

Le 12 juin 2019, les députés élus membres de l'alliance, au nombre de 73, se réunissent et renomment le groupe Europe des nations et des libertés en Identité et démocratie. Le même jour, ils élisent Marco Zanni (Ligue) président du groupe.
À l’ouverture de la dixième législature, le groupe est dissout, la quasi-totalité de ses membres l’ayant quitté de leur plein gré.

### Patriotes pour l'Europe

Logo jusqu'à octobre 2024.

Logo depuis octobre 2024.

La plupart des membres du groupe Identité et démocratie (le FPÖ, le Vlaams Belang, le Parti populaire danois, le RN, la Ligue et le PVV) se retrouvent dans le groupe Patriotes pour l'Europe, dont la création se serait faite d'un commun accord avec le groupe Identité et démocratie. Font exception le Parti populaire conservateur d'Estonie dont l'unique député part en dissidence et rejoint le groupe des Conservateurs et réformistes européens et le SPD tchèque qui rejoint avec l'AfD, récemment exclu du groupe ID, le nouveau groupe L'Europe des nations souveraines.
Le groupe politique Patriotes pour l'Europe est fondé le 30 juin 2024, à la suite des élections européennes de 2024, lors d'une conférence tenue par Viktor Orbán, Andrej Babiš et Herbert Kickl. Le Fidesz, le parti de Viktor Orbán, était non-inscrit depuis 2021 au Parlement européen, tandis que le parti d'Andrej Babiš, ANO 2011, était membre de Renew Europe pendant la précédente législature et le parti d'extrême-droite autrichien de Herbet Kickl, le FPÖ, était membre du groupe Identité et démocratie.
Le groupe est rapidement rejoint par différents mouvements nationalistes et eurosceptiques : le parti espagnol Vox, le parti néerlandais PVV, le Parti populaire danois, le parti belge flamand Vlaams Belang, le parti portugais Chega, le parti grec Voix de la Raison, la coalition tchèque Serment et Automobilistes ainsi que le parti Lettonie d'abord. Le 8 juillet, le Rassemblement national, fort de 30 députés, annonce également rejoindre les Patriotes pour l'Europe, actant la fin du groupe Identité et démocratie, absorbé par l'initiative lancée par Orbán, Babiš et Kickl. La Ligue de Matteo Salivini annonce suivre également le RN vers ce nouveau groupe. Patriotes pour l'Europe remplit alors les conditions nécessaires à la formation d'un groupe parlementaire au sein du Parlement européen (au moins 23 membres, issus d'au moins 7 États membres différents).

## Orientations politiques

### Europe des nations et des libertés
L'historien Nicolas Lebourg constate qu'au sein d'ENL, « seul le FN adopte une conception économiquement interventionniste de l’État ; leur minima idéologique commun est l’islamophobie, le rejet de l’immigration extra-européenne, la revendication d'une démocratie plus directe ».
Les positions des partis membres vis-à-vis de l'Union européenne « peuvent peu ou prou se résumer à deux espaces, l'un au souverainisme ultra (FN, PVV, KNP), l'autre critique envers l'UE mais non isolationniste (LN, VB, FPÖ, AfD) ».
Le politologue Jean-Yves Camus considère que « les élus ENL défendent de manière constante les intérêts de la Russie, que ce soit lors de leurs interventions dans les différentes commissions, en séance plénière ou à travers leurs votes : dans 93 % des votes de juillet 2014 à juillet 2015, les députés ENL, ont voté contre les résolutions défavorables aux intérêts du Kremlin ». L’« affaire d’Ibiza », qui entraîne en mai 2019 la démission comme vice-chancelier autrichien de Heinz-Christian Strache du FPÖ, accrédite cette thèse.

### Patriotes pour l'Europe
Viktor Orbán, à l'origine du groupe, lui donne pour objectifs de se positionner contre le « soutien militaire à l’Ukraine » et contre « l’immigration illégale » et pour la « famille traditionnelle » et « alléger les contraintes environnementales »,.
Pour l'universitaire Francisco Roa Bastos, la majorité des partis qui compose le groupe ont une position pro-Kremlin dans le cadre de l'invasion de l'Ukraine par la Russie, ou pour le moins sont favorables à une solution de paix similaire à celle défendue par la Russie. Ils sont tous des partis anti-immigration et eurosceptiques, ou pour conforter une Europe des nations. Les Patriotes pour l'Europe s'engagent à préserver les nations européennes, la défense de leurs traditions et leur héritage chrétien.
Le journaliste Jean Quatremer, mentionne qu'avec Fidesz, Vox et la Ligue du Nord, le groupe accueille trois partis homophobes.
Ces orientations s'opposent à celles de l'autre groupe d'extrême droite des Conservateurs et réformistes européens de Giorgia Meloni, qui est atlantiste et pro-ukrainien mais sont proches du troisième groupe d'extrême droite L'Europe des nations souveraines présidé par René Aust et Stanisław Tyszka.

## Composition

### 2015-2019
Avec 36 membres, le groupe est le plus petit du Parlement européen (4,9 % des députés européens). Nicolas Lebourg observe : « La comparaison avec les autres groupes parlementaires formés dès 2014 témoigne d'une banalité sociologique du groupe ENL : le taux de féminisation (34 %) et l'âge moyen en 2014 (51 ans) y sont ainsi exactement les mêmes que pour l'ensemble des députés européens ».

#### Composition à la fin de la législature
| Pays        | Sièges | Parti national                                       | Député européen                                                 | Parti européen |
| ----------- | ------ | ---------------------------------------------------- | --------------------------------------------------------------- | -------------- |
| Allemagne   | 1      | Parti bleu (élu avec l'AfD)                          | Marcus Pretzell (À partir du 1er mai 2016)                      | aucun          |
| Autriche    | 4      | Parti de la liberté d'Autriche (FPÖ)                 | Barbara Kappel                                                  | AEL puis MENL  |
| Autriche    | 4      | Parti de la liberté d'Autriche (FPÖ)                 | Georg Mayer                                                     | AEL puis MENL  |
| Autriche    | 4      | Parti de la liberté d'Autriche (FPÖ)                 | Franz Obermayr                                                  | AEL puis MENL  |
| Autriche    | 4      | Parti de la liberté d'Autriche (FPÖ)                 | Harald Vilimsky                                                 | AEL puis MENL  |
| Belgique    | 1      | Vlaams Belang (VB)                                   | Gerolf Annemans                                                 | AEL puis MENL  |
| France      | 15     | Front national (FN) puis Rassemblement national (RN) | Marie-Christine Arnautu                                         | AEL puis MENL  |
| France      | 15     | Front national (FN) puis Rassemblement national (RN) | Nicolas Bay                                                     | AEL puis MENL  |
| France      | 15     | Front national (FN) puis Rassemblement national (RN) | Dominique Bilde                                                 | AEL puis MENL  |
| France      | 15     | Front national (FN) puis Rassemblement national (RN) | Marie-Christine Boutonnet                                       | AEL puis MENL  |
| France      | 15     | Front national (FN) puis Rassemblement national (RN) | Steeve Briois                                                   | AEL puis MENL  |
| France      | 15     | Front national (FN) puis Rassemblement national (RN) | Jean-François Jalkh                                             | AEL puis MENL  |
| France      | 15     | Front national (FN) puis Rassemblement national (RN) | France Jamet (Remplace Louis Aliot le 21 juillet 2017)          | AEL puis MENL  |
| France      | 15     | Front national (FN) puis Rassemblement national (RN) | Gilles Lebreton                                                 | AEL puis MENL  |
| France      | 15     | Front national (FN) puis Rassemblement national (RN) | Christelle Lechevalier (Remplace Marine Le Pen le 19 juin 2017) | AEL puis MENL  |
| France      | 15     | Front national (FN) puis Rassemblement national (RN) | Philippe Loiseau                                                | AEL puis MENL  |
| France      | 15     | Front national (FN) puis Rassemblement national (RN) | Dominique Martin                                                | AEL puis MENL  |
| France      | 15     | Front national (FN) puis Rassemblement national (RN) | Joëlle Mélin                                                    | AEL puis MENL  |
| France      | 15     | Front national (FN) puis Rassemblement national (RN) | Mylène Troszczynski                                             | AEL puis MENL  |
| France      | 15     | Front national (FN) puis Rassemblement national (RN) | Jacques Colombier (remplace Édouard Ferrand le 2 février 2018)  | AEL puis MENL  |
| France      | 15     | Sans étiquette (élu avec le FN)                      | Jean-Luc Schaffhauser                                           | AEL puis MENL  |
| Italie      | 6      | Ligue du Nord                                        | Mara Bizzotto                                                   | AEL puis MENL  |
| Italie      | 6      | Ligue du Nord                                        | Mario Borghezio                                                 | AEL puis MENL  |
| Italie      | 6      | Ligue du Nord                                        | Angelo Ciocca (Remplace Gianluca Buonanno le 7 juillet 2016,)   | AEL puis MENL  |
| Italie      | 6      | Ligue du Nord                                        | Lorenzo Fontana, puis Giancarlo Scottà                          | AEL puis MENL  |
| Italie      | 6      | Ligue du Nord                                        | Matteo Salvini, puis Danilo Oscar Lancini                       | AEL puis MENL  |
| Italie      | 6      | Sans étiquette puis Ligue du Nord (élu avec le M5S)  | Marco Zanni (À partir du 11 janvier 2017)                       | aucun          |
| Pays-Bas    | 4      | Parti pour la liberté (PVV)                          | Marcel de Graaff                                                | AEL            |
| Pays-Bas    | 4      | Parti pour la liberté (PVV)                          | Olaf Stuger                                                     | AEL            |
| Pays-Bas    | 4      | Parti pour la liberté (PVV)                          | André Elissen (Remplace Vicky Maeijer le 13 juin 2017)          | AEL            |
| Pays-Bas    | 4      | Parti pour la liberté (PVV)                          | Auke Zijlstra (À partir du 7 septembre 2015)                    | AEL            |
| Pologne     | 2      | Congrès de la nouvelle droite (KNP)                  | Michał Marusik                                                  | aucun          |
| Pologne     | 2      | Congrès de la nouvelle droite (KNP)                  | Stanisław Żółtek                                                | aucun          |
| Royaume-Uni | 3      | Parti pour l'indépendance du Royaume-Uni (UKIP)      | Gerard Batten                                                   | aucun          |
| Royaume-Uni | 3      | Parti pour l'indépendance du Royaume-Uni (UKIP)      | Stuart Agnew                                                    | aucun          |
| Royaume-Uni | 3      | Sans étiquette (élue avec UKIP)                      | Janice Atkinson                                                 | aucun          |

#### Membres ayant quitté le groupe pendant la législature
| Pays        | Parti national                                  | Député européen                                                                                       | Parti européen |
| ----------- | ----------------------------------------------- | --- | -------------- |
| France      | Indépendante (ex-RN)                            | Sylvie Goddyn (membre du groupe ENL de la création du groupe jusqu'à sa démission le 19 octobre 2018) | ELDD           |
| France      | Indépendant (ex-FN)                             | Aymeric Chauprade (membre du groupe ENL du 24 juin au 10 novembre 2015 L'indépendant 2015.)           | aucun          |
| France      | Debout la France                                | Bernard Monot (membre du groupe ENL de la création du groupe jusqu'à sa démission le 30 mai 2018)     | ELDD           |
| France      | Front national                                  | Marine Le Pen (remplacée par Christelle Lechevalier le 19 juin 2017)                                  | AEL puis MENL  |
| France      | Front national                                  | Louis Aliot (remplacé par France Jamet le 21 juillet 2017)                                            | AEL puis MENL  |
| France      | Front national                                  | Édouard Ferrand (Mort le 1 février 2018, remplacé par Jacques Colombier le 2 février 2018)            | AEL puis MENL  |
| France      | Les Patriotes                                   | Sophie Montel (membre du groupe ENL de la création du groupe au 3 octobre 2017)                       | aucun          |
| France      | Les Patriotes                                   | Florian Philippot (membre du groupe ENL de la création du groupe au 3 octobre 2017)                   | aucun          |
| France      | Les Patriotes                                   | Mireille d'Ornano (membre du groupe ENL de la création du groupe au 3 octobre 2017)                   | aucun          |
| Italie      | Ligue du Nord                                   | Gianluca Buonanno (membre du groupe ENL de la création du groupe à sa mort le 5 juin 2016)            | AEL puis MENL  |
| Pays-Bas    | Parti pour la liberté                           | Vicky Maeijer (membre du groupe ENL de la création du groupe jusqu'à sa démission le 15 mars 2017)    | AEL            |
| Roumanie    | Sans étiquette (élu avec le Parti conservateur) | Laurențiu Rebega (Membre du groupe du 15 juillet 2015 au 2 mars 2018)                                 |                |
| Royaume-Uni | Parti du Brexit (ex-UKIP)                       | Jane Collins (Réintègre le groupe ELDD quelques jours après l'avoir quitté)                           |                |

### 2019-2024
| Pays               | Sièges | Parti national                         | Député européen           | Parti européen     |
| ------------------ | ------ | -------------------------------------- | ------------------------- | ------------------ |
| Autriche           | 3      | Parti de la liberté d'Autriche         | Roman Haider              | MENL puis Parti ID |
| Autriche           | 3      | Parti de la liberté d'Autriche         | Georg Mayer               | MENL puis Parti ID |
| Autriche           | 3      | Parti de la liberté d'Autriche         | Harald Vilimsky           | MENL puis Parti ID |
| Belgique           | 3      | Vlaams Belang                          | Gerolf Annemans           | MENL puis Parti ID |
| Belgique           | 3      | Vlaams Belang                          | Filip De Man              | MENL puis Parti ID |
| Belgique           | 3      | Vlaams Belang                          | Tom Vandendriessche       | MENL puis Parti ID |
| Danemark           | 1      | Parti populaire danois                 | Anders Primdahl Vistisen  | Aucun              |
| Estonie            | 1      | Parti populaire conservateur d'Estonie | Jaak Madison              | MENL puis Parti ID |
| France             | 18     | Rassemblement national                 | Jordan Bardella           | MENL puis Parti ID |
| France             | 18     | Rassemblement national                 | Dominique Bilde           | MENL puis Parti ID |
| France             | 18     | Rassemblement national                 | Virginie Joron            | MENL puis Parti ID |
| France             | 18     | Rassemblement national                 | Jean-Paul Garraud         | MENL puis Parti ID |
| France             | 18     | Rassemblement national                 | Catherine Griset          | MENL puis Parti ID |
| France             | 18     | Rassemblement national                 | Gilles Lebreton           | MENL puis Parti ID |
| France             | 18     | Rassemblement national                 | Jean-François Jalkh       | MENL puis Parti ID |
| France             | 18     | Rassemblement national                 | Aurélia Beigneux          | MENL puis Parti ID |
| France             | 18     | Rassemblement national                 | Philippe Olivier          | MENL puis Parti ID |
| France             | 18     | Rassemblement national                 | Annika Bruna              | MENL puis Parti ID |
| France             | 18     | Rassemblement national                 | France Jamet              | MENL puis Parti ID |
| France             | 18     | Rassemblement national                 | André Rougé               | MENL puis Parti ID |
| France             | 18     | Rassemblement national                 | Mathilde Androuët         | MENL puis Parti ID |
| France             | 18     | Rassemblement national                 | Jean-Lin Lacapelle        | MENL puis Parti ID |
| France             | 18     | Rassemblement national                 | Marie Dauchy              | MENL puis Parti ID |
| France             | 18     | Rassemblement national                 | Éric Minardi              | MENL puis Parti ID |
| France             | 18     | Rassemblement national                 | Patricia Chagnon          | MENL puis Parti ID |
| France             | 18     | La Droite populaire                    | Thierry Mariani           | MENL puis Parti ID |
| Italie             | 24     | Ligue                                  | Matteo Adinolfi           | MENL puis Parti ID |
| Italie             | 24     | Ligue                                  | Simona Renata Baldassarre | MENL puis Parti ID |
| Italie             | 24     | Ligue                                  | Alessandra Basso          | MENL puis Parti ID |
| Italie             | 24     | Ligue                                  | Mara Bizzotto             | MENL puis Parti ID |
| Italie             | 24     | Ligue                                  | Anna Cinzia Bonfrisco     | MENL puis Parti ID |
| Italie             | 24     | Ligue                                  | Paolo Borchia             | MENL puis Parti ID |
| Italie             | 24     | Ligue                                  | Marco Campomenosi         | MENL puis Parti ID |
| Italie             | 24     | Ligue                                  | Massimo Casanova          | MENL puis Parti ID |
| Italie             | 24     | Ligue                                  | Susanna Ceccardi          | MENL puis Parti ID |
| Italie             | 24     | Ligue                                  | Angelo Ciocca             | MENL puis Parti ID |
| Italie             | 24     | Ligue                                  | Rosanna Conte             | MENL puis Parti ID |
| Italie             | 24     | Ligue                                  | Gianantonio Da Re         | MENL puis Parti ID |
| Italie             | 24     | Ligue                                  | Marco Dreosto             | MENL puis Parti ID |
| Italie             | 24     | Ligue                                  | Gianna Gancia             | MENL puis Parti ID |
| Italie             | 24     | Ligue                                  | Valentino Grant           | MENL puis Parti ID |
| Italie             | 24     | Ligue                                  | Danilo Oscar Lancini      | MENL puis Parti ID |
| Italie             | 24     | Ligue                                  | Elena Lizzi               | MENL puis Parti ID |
| Italie             | 24     | Ligue                                  | Alessandro Panza          | MENL puis Parti ID |
| Italie             | 24     | Ligue                                  | Antonio Maria Rinaldi     | MENL puis Parti ID |
| Italie             | 24     | Ligue                                  | Silvia Sardone            | MENL puis Parti ID |
| Italie             | 24     | Ligue                                  | Annalisa Tardino          | MENL puis Parti ID |
| Italie             | 24     | Ligue                                  | Isabella Tovaglieri       | MENL puis Parti ID |
| Italie             | 24     | Ligue                                  | Stefania Zambelli         | MENL puis Parti ID |
| Italie             | 24     | Ligue                                  | Marco Zanni               | MENL puis Parti ID |
| Pays-Bas           | 1      | Parti pour la liberté                  | Marcel de Graaff          | Aucun              |
| République tchèque | 2      | Liberté et démocratie directe          | Ivan David                | MENL puis Parti ID |
| République tchèque | 2      | Liberté et démocratie directe          | Hynek Blaško              | MENL puis Parti ID |

| Nouveau/ancien | Date             | Pays      | Nom                | Parti                        | Notes                                                                            |
| -------------- | ---------------- | --------- | ------------------ | ---------------------------- | -------------------------------------------------------------------------------- |
| Nouveaux       | 1er février 2020 | Pays-Bas  | Marcel de Graaff   | Parti pour la liberté        | Rejoignent le groupe après le Brexit et la redistribution des sièges.            |
| Nouveaux       | 1er février 2020 | Italie    | Vincenzo Sofo      | Ligue                        | Rejoignent le groupe après le Brexit et la redistribution des sièges.            |
| Nouveaux       | 1er février 2020 | France    | Jean-Lin Lacapelle | Rassemblement national       | Rejoignent le groupe après le Brexit et la redistribution des sièges.            |
| Nouveaux       | 29 juillet 2022  | France    | Marie Dauchy       | Rassemblement national       | Remplacement de députés européens élus à l'Assemblée nationale                   |
| Nouveaux       | 29 juillet 2022  | France    | Éric Minardi       | Rassemblement national       | Remplacement de députés européens élus à l'Assemblée nationale                   |
| Nouveaux       | 29 juillet 2022  | France    | Patricia Chagnon   | Rassemblement national       | Remplacement de députés européens élus à l'Assemblée nationale                   |
| Anciens        | 9 octobre 2020   | Italie    | Andrea Caroppo     | Ligue                        | Quitte la Ligue et rejoint les Non-inscrits.                                     |
| Anciens        | 22 février 2021  | Italie    | Vincenzo Sofo      | Ligue                        | Quitte la Ligue et rejoint le groupe des Conservateurs et réformistes européens. |
| Anciens        | 11 mai 2021      | Allemagne | Lars Patrick Berg  | Alternative pour l'Allemagne | Quitte l’AfD et rejoint les Non-inscrits.                                        |
| Anciens        | 4 juin 2021      | Italie    | Lucia Vuolo        | Ligue                        | Quitte la Ligue et rejoint les Non-inscrits.                                     |
| Anciens        | 20 juin 2021     | Italie    | Luisa Regimenti    | Ligue                        | Quitte la Ligue et rejoint les Non-inscrits.                                     |
| Anciens        | 6 octobre 2021   | Italie    | Francesca Donato   | Ligue                        | Quitte la Ligue et rejoint les Non-inscrits.                                     |
| Anciens        | 28 juillet 2022  | France    | Hélène Laporte     | Rassemblement national       | Quittent le groupe du fait d'être élues à l'Assemblée nationale                  |
| Anciens        | 28 juillet 2022  | France    | Joëlle Mélin       | Rassemblement national       | Quittent le groupe du fait d'être élues à l'Assemblée nationale                  |
| Anciens        | 28 juillet 2022  | France    | Julie Lechanteux   | Rassemblement national       | Quittent le groupe du fait d'être élues à l'Assemblée nationale                  |
| Anciens        | 5 mai 2023       | Finlande  | Teuvo Hakkarainen  | Vrais Finlandais             | Départ du parti pour rejoindre le groupe CRE                                     |
| Anciens        | 5 mai 2023       | Finlande  | Laura Huhtasaari   | Vrais Finlandais             | Départ du parti pour rejoindre le groupe CRE                                     |
| Anciens        | 23 mai 2024      | Allemagne | Christine Anderson | Alternative pour l'Allemagne | Exclus du groupe                                                                 |
| Anciens        | 23 mai 2024      | Allemagne | Gunnar Beck        | Alternative pour l'Allemagne | Exclus du groupe                                                                 |
| Anciens        | 23 mai 2024      | Allemagne | Markus Buchheit    | Alternative pour l'Allemagne | Exclus du groupe                                                                 |
| Anciens        | 23 mai 2024      | Allemagne | Nicolaus Fest      | Alternative pour l'Allemagne | Exclus du groupe                                                                 |
| Anciens        | 23 mai 2024      | Allemagne | Maximilian Krah    | Alternative pour l'Allemagne | Exclus du groupe                                                                 |
| Anciens        | 23 mai 2024      | Allemagne | Joachim Kuhs       | Alternative pour l'Allemagne | Exclus du groupe                                                                 |
| Anciens        | 23 mai 2024      | Allemagne | Sylvia Limmer      | Alternative pour l'Allemagne | Exclus du groupe                                                                 |
| Anciens        | 23 mai 2024      | Allemagne | Guido Reil         | Alternative pour l'Allemagne | Exclus du groupe                                                                 |
| Anciens        | 23 mai 2024      | Allemagne | Bernhard Zimniok   | Alternative pour l'Allemagne | Exclus du groupe                                                                 |

### Depuis 2024

Représentation actuelle du groupe dans les pays de l'UE :
deux eurodéputés ou plus
un seul eurodéputé
non-représenté au Parlement européen

Jordan Bardella prend la tête du troisième groupe du Parlement européen,.
Un des six vice-présidents de ce groupe est l'Italien Roberto Vannacci. Sa désignation comme numéro 2 du groupe crée la polémique, Vannacci étant « connu pour ses prises de positions extrémistes », notamment homophobes et nostalgiques de Benito Mussolini. Du point de vue de la France, le groupe va ainsi à l'encontre de la dédiabolisation du Rassemblement national voulue par Marine Le Pen.
Il compte 84 membres, dont 30 issus du RN, constituant ainsi sa plus forte délégation. Il devient la troisième force politique au Parlement européen. Malgré un nombre de députés en augmentation, il n'a pas un poids important au sein du Parlement européen en raison du cordon sanitaire imposé par les autres partis. En effet, parmi les 14 nouveaux vice-présidents du Parlement européen élus le 16 juillet, deux groupes d'extrême droite, à savoir les Patriotes pour l'Europe et L'Europe des nations souveraines, n'ont pas d'élus,.
Le 3 octobre 2024, les deux eurodéputés polonais du Mouvement national (membre de la coalition Confédération) rejoignent le groupe. Malika Sorel quitte le groupe en avril 2025.
| Pays             | Parti national | Parti national                            | Parti européen | Parti européen                        | Ancien groupe parlementaire | Ancien groupe parlementaire            | Députés  |
| ---------------- | -------------- | ----------------------------------------- | -------------- | ------------------------------------- | --------------------------- | -------------------------------------- | -------- |
| Autriche         |                | Parti de la liberté d'Autriche (FPÖ)      |                | Patriotes.eu                          |                             | Identité et démocratie                 | 6 / 20   |
| Belgique         |                | Vlaams Belang (VB)                        |                | Patriotes.eu                          |                             | Identité et démocratie                 | 3 / 22   |
| Danemark         |                | Parti populaire danois (DF)               |                | Aucun                                 |                             | Identité et démocratie                 | 1 / 15   |
| Espagne          |                | Vox                                       |                | CRE puis Patriotes.eu                 |                             | Conservateurs et réformistes européens | 6 / 61   |
| France           |                | Rassemblement national (RN)               |                | Patriotes.eu                          |                             | Identité et démocratie                 | 29 / 81  |
| Grèce            |                | Voix de la Raison (FL)                    |                | Patriotes.eu                          |                             | Aucun                                  | 1 / 21   |
| Hongrie          |                | Fidesz                                    |                | Aucun puis Patriotes.eu               |                             | Non-inscrits                           | 10 / 21  |
| Hongrie          |                | Parti populaire démocrate-chrétien (KDNP) |                | PPE puis aucun                        |                             | Parti populaire européen               | 1 / 21   |
| Italie           |                | Lega                                      |                | Patriotes.eu                          |                             | Identité et démocratie                 | 8 / 76   |
| Lettonie         |                | Lettonie d'abord (LPV)                    |                | Mouvement politique chrétien européen |                             | Aucun                                  | 1 / 9    |
| Pays-Bas         |                | Parti pour la liberté (PVV)               |                | Patriotes.eu                          |                             | Identité et démocratie                 | 6 / 31   |
| Pologne          |                | Mouvement national (RN)                   |                | Aucun puis Patriotes.eu               |                             | Non-inscrits                           | 2 / 53   |
| Portugal         |                | Chega                                     |                | Patriotes.eu                          |                             | Aucun                                  | 2 / 21   |
| Tchéquie         |                | ANO 2011                                  |                | ALDE puis Patriotes.eu                |                             | Renew Europe                           | 7 / 21   |
| Tchéquie         |                | Přísaha                                   |                | Patriotes.eu                          |                             | Aucun                                  | 1 / 21   |
| Tchéquie         |                | Motoristé sobě                            |                | Patriotes.eu                          |                             | Aucun                                  | 1 / 21   |
| Union européenne | Total          | Total                                     | Total          | Total                                 | Total                       | Total                                  | 85 / 720 |

## Membres du bureau

### 2015-2019

#### À la fin de la8elégislature
| Fonction        | Député européen  | Parti national                 |
| --------------- | ---------------- | ------------------------------ |
| Co-président    | Marcel de Graaff | Parti pour la liberté          |
| Co-président    | Nicolas Bay      | Rassemblement national         |
| Vice-président  | Gerolf Annemans  | Vlaams Belang                  |
| Vice-présidente | Janice Atkinson  | Indépendante (ex-UKIP)         |
| Vice-président  | Michał Marusik   | Congrès de la nouvelle droite  |
| Vice-président  | Marcus Pretzell  | Parti bleu                     |
| Vice-président  | Harald Vilimsky  | Parti de la liberté d'Autriche |
| Vice-présidente | Mara Bizzotto    | Ligue du Nord                  |

#### Historique des présidents
Le groupe est dirigé en co-présidence depuis sa création.
| Parti national         | Nom              | Début             | Fin              |
| ---------------------- | ---------------- | ----------------- | ---------------- |
| Parti pour la liberté  | Marcel de Graaff | 16 juin 2015      | 1er juillet 2019 |
| Rassemblement national | Nicolas Bay      | 12 septembre 2017 | 1er juillet 2019 |
| Front national         | Marine Le Pen    | 16 juin 2015      | 18 juin 2017     |

### 2019-2024
| Fonction          | Nom              | Parti                                  |
| ----------------- | ---------------- | -------------------------------------- |
| Président         | Marco Zanni      | Ligue                                  |
| Vice-présidents   | Nicolas Bay      | Rassemblement national                 |
| Vice-présidents   | Jörg Meuthen     | Alternative pour l'Allemagne           |
| Membres du bureau | Gerolf Annemans  | Vlaams Belang                          |
| Membres du bureau | Ivan David       | Liberté et démocratie directe          |
| Membres du bureau | Laura Huhtasaari | Vrais Finlandais                       |
| Membres du bureau | Peter Kofod      | Parti populaire danois                 |
| Membres du bureau | Harald Vilimsky  | Parti de la liberté d'Autriche         |
| Trésorier         | Jaak Madison     | Parti populaire conservateur d'Estonie |

Mouvements : Jörg Meuthen quitte l'AfD le 27 janvier 2022 et le groupe ID le 13 février. Nicolas Bay quitte le Rassemblement national le 14 février 2022 et rejoint Reconquête, il quitte le groupe ID le 15 février.
| Fonction          | Nom              | Parti                                  |
| ----------------- | ---------------- | -------------------------------------- |
| Président         | Marco Zanni      | Ligue                                  |
| Vice-présidents   | Gunnar Beck      | Alternative pour l'Allemagne           |
| Vice-présidents   | Jordan Bardella  | Rassemblement national                 |
| Membres du bureau | Gerolf Annemans  | Vlaams Belang                          |
| Membres du bureau | Ivan David       | Liberté et démocratie directe          |
| Membres du bureau | Laura Huhtasaari | Vrais Finlandais                       |
| Membres du bureau | Peter Kofod      | Parti populaire danois                 |
| Membres du bureau | Harald Vilimsky  | Parti de la liberté d'Autriche         |
| Trésorier         | Jaak Madison     | Parti populaire conservateur d'Estonie |

## Identité visuelle

Logo de 2015 à 2019.
Logo de 2019 à 2024.
Logo depuis 2024.